# 奥尔良主教宫

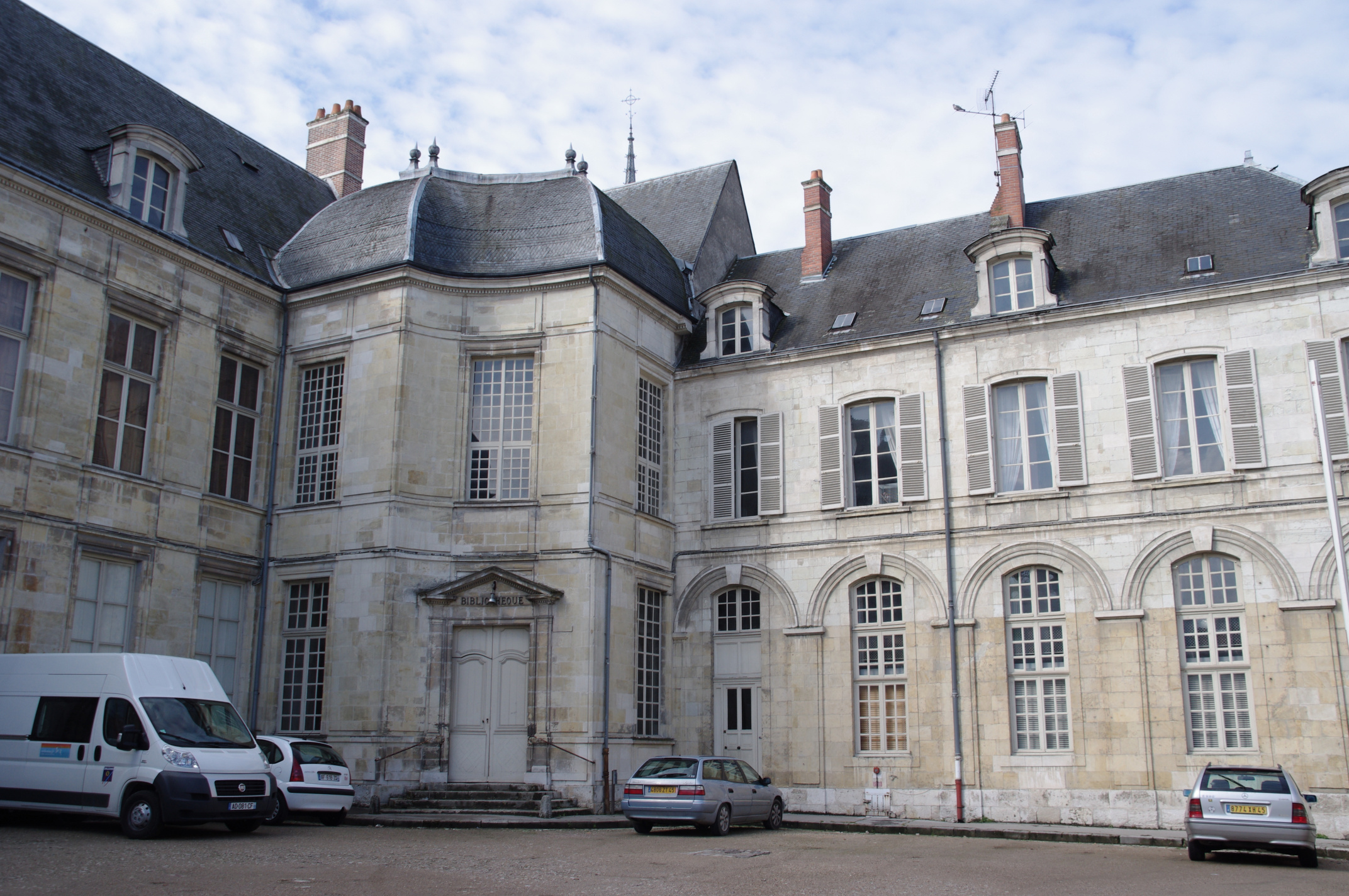

奥尔良主教宫（Palais épiscopal d'Orléans）是一座古典主义建筑，位于法国中央-卢瓦尔河谷大区卢瓦雷省奥尔良的费利克斯·杜潘卢普街（rue Félix Dupanloup） 。1905年以前，这里是奥尔良主教的住所。自2014年以来是国际大学研究中心的所在地。

## 历史
奥尔良主教宫建于1635年-1641年。.雄心勃勃的规划未能全部实现。
在法国大革命时期，宫殿被分割成几个部分。从1799年到1804年，奥尔良博物馆设于此处。1805年，它再次成为奥尔良主教的官邸，为期一个世纪。皇帝拿破仑和阿道夫·梯也爾都至少在此住了一晚。 
1899年，阿尔芒·勒维尔（Armand le Veel）的圣女贞德青铜骑马雕像落成。
1905年法国政教分离法颁布后，奥尔良主教宫失去居住功能。市政府表示打算购买，用作市图书馆。第一次世界大战期间，此处辟为部队医院。1919年，奥尔良市买下了主教宫，在此建立了市图书馆，.1927年，二楼的大礼堂成为阅览室。小堂有一个单独的入口，1971年改造成犹太会堂，名为“乔治·路易社区中心”（Centre communautaire Georges Lewy）. 
1994年，图书馆迁至新址（place Gambetta）。1996年到2010年，底层设立“勃艮第”社区图书馆，部分楼层处于废弃状态。市政府决定翻新大楼，以容纳奥尔良大学的国际大学研究中心。大学中心于2014年1月18日落成，由卢瓦尔河谷高级研究所和大学国际事务部组成。
这座宫殿分数次列为法国历史遗迹：大门（1912年）、附属建筑（1928年）、主楼和花园（1942年）。